# 奧梅島

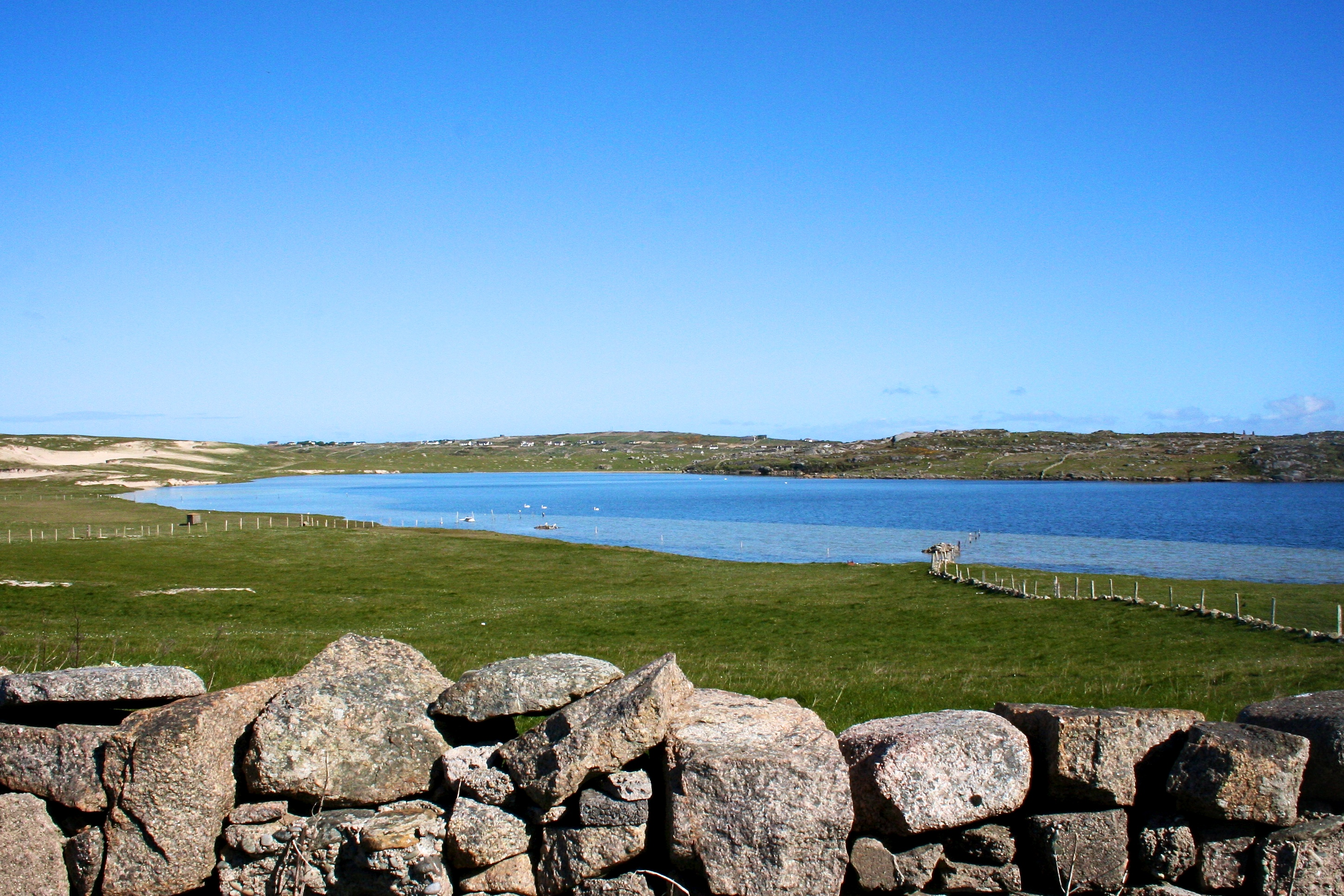

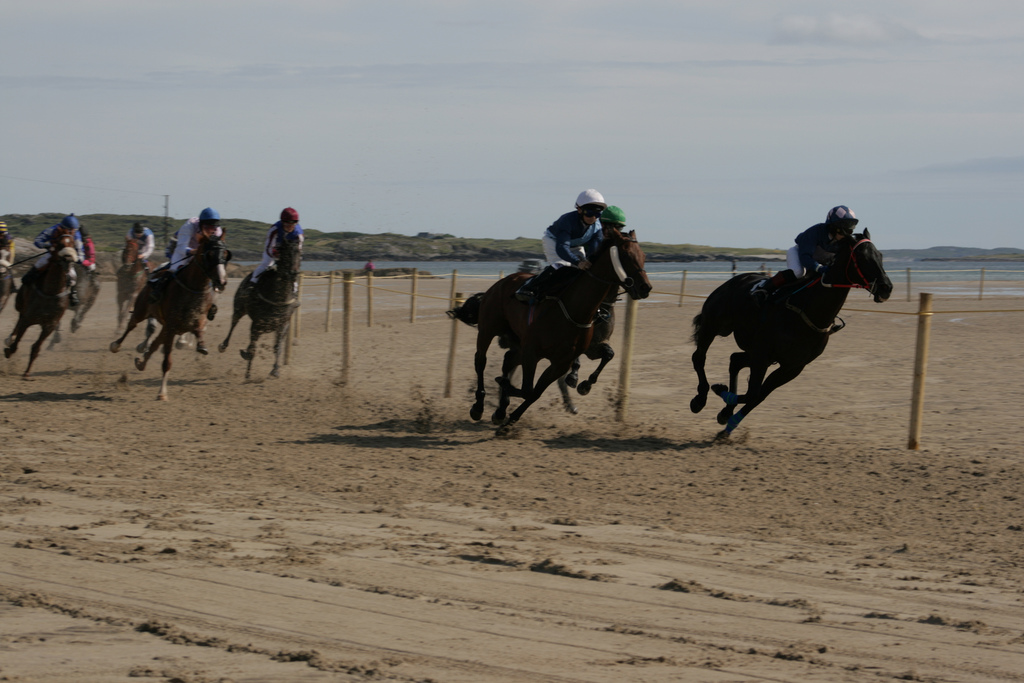

奧梅島是愛爾蘭的島嶼，位於大西洋海域，屬於英倫諸島的一部分，由戈爾韋郡負責管轄，面積2.17平方公里，最高點海拔高度28米，2011年人口僅1人。
53°32′07″N 10°09′27″W / 53.53528°N 10.15750°W